# Port lotniczy Charków

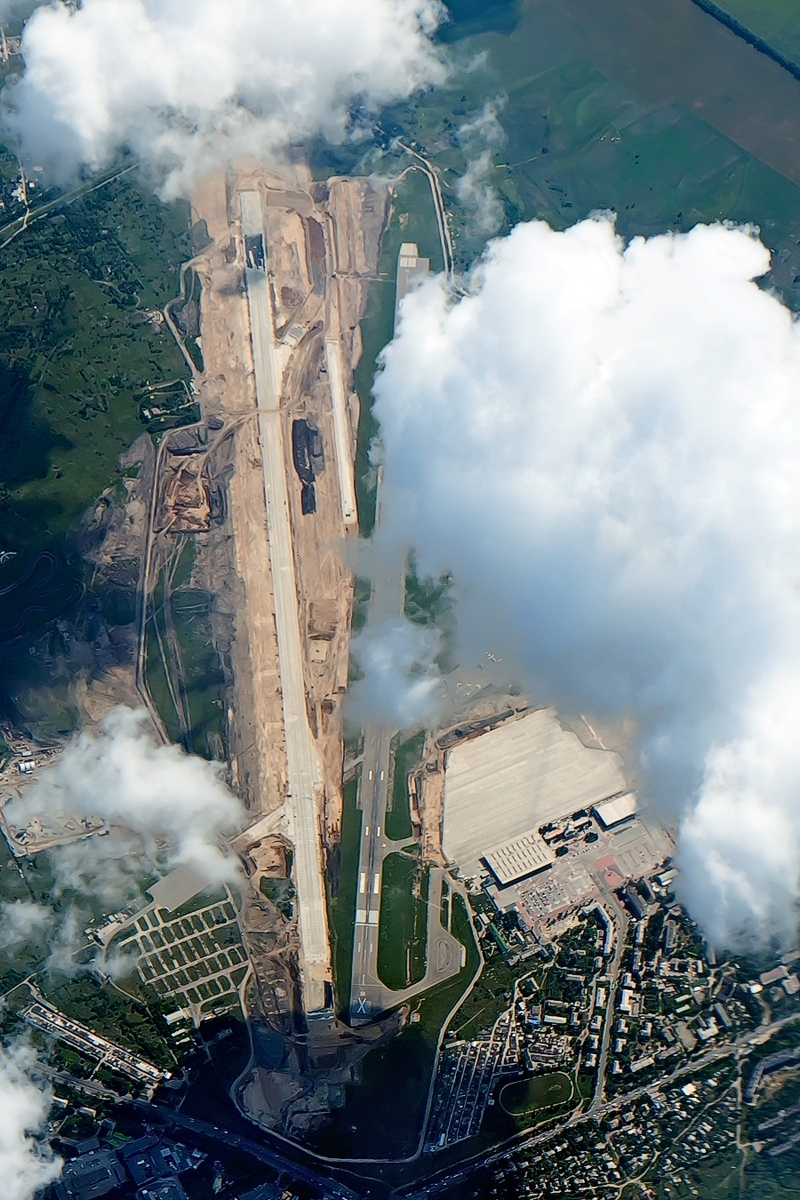
Lotnisko w Charkowie, widok z lotu ptaka (2011)

Port lotniczy Charków (ukr. Міжнародний аеропорт "Харків", kod IATA: HRK, kod ICAO: UKHH) – międzynarodowe lotnisko w Charkowie na Ukrainie.
Lotnisko znajduje się w granicach miasta, 12 kilometrów na południe od centrum Charkowa. Lotnisko jest przystosowane do samolotów typu Airbus A320/321, Boeing 737, Boeing 757, oraz Boeing 767, Airbus A330, An-124 z pewnymi ograniczeniami.
24 lutego 2022 roku lotnisko zatrzymało działalność w związku z rosyjską inwazją na Ukrainę.

## Linie lotnicze i połączenia
Od 24 lutego 2022 r. wszystkie loty pasażerskie zostały zawieszone na czas nieokreślony. 
| Linia Lotnicza                 | Kierunek |
| ------------------------------ | --- |
| Azur Air Ukraine               | Sezonowe czartery: 1. Antalya 2. Dalaman 3. Szarm el-Szejk |
| Belavia                        | 1. Mińsk |
| Buta Airways                   | 1. Baku |
| LOT                            | 1. Warszawa-Okęcie |
| Pegasus Airlines               | 1. Stambuł-Sahiba Gökçen Sezonowo: 1. Bodrum |
| Ryanair                        | 1. Mediolan-Bergamo 2. Budapeszt 3. Kraków 4. Poznań 5. Warszawa-Modlin 6. Wilno |
| SkyUp Airlines                 | 1. Bratysława 2. Praga Sezonowo: 1. Barcelona 2. Batumi 3. Burgas 4. Korfu 5. Larnaka 6. Odessa 7. Rimini 8. Tel Awiw 9. Tirana 10. Tivat Sezonowe czartery: 1. Antalya 2. Szarm el-Szejk |
| Turkish Airlines               | 1. Stambuł |
| Ukraine International Airlines | 1. Kijów-Boryspol 2. Tel Awiw Sezonowe czartery: 1. Antalya 2. Kayseri 3. Szarm el-Szejk                                                                                                  |
| Wizz Air                       | 1. Berlin 2. Budapeszt 3. Dortmund 4. Gdańsk 5. Katowice 6. Kraków 7. Mediolan-Malpensa 8. Tallinn 9. Wiedeń 10. Wrocław                                                                  |